# Campylopetalum siamense
Campylopetalum  es un género monotípico de plantas,  perteneciente a la familia de las anacardiáceas. Su única especie: Campylopetalum siamense, es originaria de Tailandia.

## Taxonomía
Campylopetalum siamense fue descrita por Lewis Leonard Forman y publicado en Kew Bulletin 8: 555. 1953[1954].